# 東宇治町
東宇治町（ひがしうじちょう）は、京都府宇治郡にあった町。現在の宇治市のうち宇治川の右岸にあたる。

## 地理
- 河川：宇治川、瀬田川
- 山岳：明星山、高峰山、天下峰、笠取山、喜撰山

## 歴史
- 1942年（昭和17年）4月1日 - 宇治村・笠取村が合併して発足。
- 1951年（昭和26年）3月1日 - 久世郡宇治町・槇島村・小倉村・大久保村と合併して宇治市が発足。同日東宇治町廃止。

## 教育

### 小学校
- 東宇治町立宇治小学校（現・宇治市立宇治小学校）
- 東宇治町立宇治小学校志津川分教場
- 東宇治町立笠取小学校（現・宇治市立笠取小学校）
- 東宇治町立笠取第二小学校（現・宇治市立笠取第二小学校）

### 中学校
- 東宇治町立東宇治中学校（現・宇治市立東宇治中学校）
- 東宇治町立東宇治中学校笠取分教場

## 交通

### 鉄道路線
- 日本国有鉄道
  - 奈良線
    - 木幡駅
- 京阪電気鉄道
  - 宇治線
    - 木幡駅 - 黄檗駅 - 三室戸駅 - 宇治駅

奈良線の六地蔵駅・黄檗駅は当時は未開業。

### 道路
- 指定府道京都宇治線
- 指定府道宇治大津線

現在は旧村域に京滋バイパスの宇治東インターチェンジ・笠取インターチェンジが所在するが、当時は未開通。